# Pablo Luis Mirizzi
Pablo Luis Mirizzi (25 de enero de 1893, Córdoba, Argentina) fue un médico argentino del siglo XX, creador de la Colangiografía Intraoperatoria, procedimiento que fue adoptado universalmente «como elemento fundamental del diagnóstico biliar intraoperatorio, y se ha convertido en uno de los mayores aportes de la ciencia argentina a la cirugía», siendo considerada junto a la introducción del tubo de Kehr uno «de los dos jalones principales en la historia de la cirugía biliar»

## Biografía
Pablo Luis Mirizzi nació el 25 de enero de 1893 en la ciudad de Córdoba (Argentina),  siendo hijo único.
Estudió en la Universidad Nacional de Córdoba (Argentina), donde se graduó en 1915 con las mejores calificaciones de su promoción. Fue becado para perfeccionar sus estudios en la Clínica Mayo de Estados Unidos. A su regreso fue designado Jefe de la cátedra de Clínica Quirúrgica del Hospital Nacional de Clínicas de la Universidad Nacional de Córdoba, en 1918 alcanzó el profesorado adjunto por concurso y en 1926 fue designado Profesor de Clínica Quirúrgica en esa alta casa de estudios.
El 17 de octubre de 1931 presentó ante el III Congreso Argentino de Cirugía el trabajo La exploración de las vías biliares principales en el curso de la operación. En ese ensayo presentó la que sería su más famosa creación, la Colangiografía Intraoperatoria, método aún utilizado que permite explorar radiológicamente las vías biliares durante la cirugía por medio de la introducción de sustancia de contraste. Por su relevancia, Ricardo Finochietto propuso llamarla "mirizzigrafía", denominación con que en la actualidad se conoce en el mundo a la colangiografía intraoperatoria.
En 1942 Pablo Mirizzi fue designado director del Instituto de Clínica Quirúrgica de Córdoba.

En 1948 describió la obstrucción parcial del Conducto hepático común producida a consecuencia de un cálculo biliar en el conducto cístico o el infundíbulo vesicular asociado con una inflamación en los conductos cístico y hepático común, lo que sería luego conocido como Síndrome de Mirizzi. El Síndrome de Mirizzi, también llamado síndrome de compresión biliar extrínseca, es una complicación infrecuente de colelitiasis y consiste en la obliteración de un cálculo en la bolsa de Hartmann que produce una compresión mecánica extrínseca de la vía biliar, y que se puede presentar con o sin fístula colecistocoledociana.
En 1955 fue designado Profesor Honorario y en 1956 la Sociedad Argentina de Cirujanos lo nombró Cirujano Maestro.
En 1957 la Asamblea plenaria de la Société Internationale de Chirurgie, contando con los más destacados representantes de la profesión de todos los países del mundo, lo nombró por aclamación Presidente del Congreso Internacional de Cirugía que se celebraría en Múnich en 1959. Se convertía así en el primer cirujano latinoamericano en ocupar un cargo que habían ejercido algunos de los más prestigiosos cirujanos del mundo (Emil Theodor Kocher, Just Lucas-Championnière, Henri Albert Hartmann, Fritz de Quervain, René Leriche, etc).
Falleció en su ciudad natal el 28 de agosto de 1964 a raíz de un edema pulmonar.
Escribió numerosos libros y ensayos sobre clínica quirúrgica y sus contribuciones a la cirugía biliar.
Su valiosa biblioteca médica fue donada a su muerte la Biblioteca de la Facultad de Ciencias Médicas de la Universidad Nacional de Córdoba.
Amante de las artes, su pinacoteca forma hoy parte del patrimonio del Museo Provincial de Bellas Artes Emilio Caraffa.
En la ciudad de Córdoba se dio su nombre a una calle, a una plazoleta (entre la avenida Hipólito Yrigoyen y las calles Laprida y Buenos Aires), a un barrio, al Instituto N.º 9231 de Enseñanza Superior Particular, al Servicio de Cirugía que dirigió en el Hospital Nacional de Clínicas de Córdoba y a la II Cátedra de Cirugía de la Universidad Nacional de Córdoba.